# Fabero (kommun)
Fabero är en kommun i Spanien.   Den ligger i provinsen Provincia de León och regionen Kastilien och Leon, i den nordvästra delen av landet, 400 km nordväst om huvudstaden Madrid. Antalet invånare är 5 106. Arean är 54 kvadratkilometer. Fabero gränsar till Berlanga del Bierzo, Vega de Espinareda, Candín, Peranzanes och Páramo del Sil. 
Terrängen i Fabero är huvudsakligen kuperad.